# Nachtpauwogen
De nachtpauwogen (Saturniidae) zijn een familie van vlinders uit de superfamilie Bombycoidea met 3454 soorten in 180 geslachten (in 2017).

## Kenmerken
De spanwijdte van vlinders uit deze familie ligt meestal tussen de 25 en 150 millimeter, maar Attacus atlas kan een spanwijdte van 300 millimeter bereiken. De mannetjes hebben brede, veer- of kamvormige antennes waarmee vrouwtjes tot op enkele kilometers kunnen worden waargenomen. De vleugels zijn vaak kleurig en voorzien van ogen op de voor en achterzijde. Bij de vlinders ontbreken de monddelen, roltong en spijsverteringsorganen.

## Leefwijze
De middelgrote tot grote vlinders (de nachtpauwogen behoren tot de grootste vlinders ter wereld) zijn meestal na zonsondergang actief, maar mannetjes kunnen ook overdag zoekend naar een vrouwtje worden gezien. Het korte leven van de vlinder, meestal enkele weken, is geheel gericht op het voortbrengen van nageslacht. De rupsen voeden zich met het loof van allerlei bomen of struiken; de vlinders nemen geen voedsel tot zich en leven van de vetten die ze in het rupsenstadium hebben opgeslagen.
De rupsen maken een taaie cocon, die aan een waardplant wordt vastgehecht.

## Verspreiding en leefgebied
Een grote diversiteit aan nachtpauwogen komt voor in tropische en subtropische gebieden maar ook in meer gematigde gebieden komen vlinders uit deze familie voor. In Nederland en België komen twee inheemse soorten voor, de tauvlinder en de nachtpauwoog. Als dwaalgast wordt ook wel de grote nachtpauwoog aangetroffen.

## Onderfamilies
- Agliinae Packard, 1893
- Arsenurinae Jordan, 1922
- Ceratocampinae Harris, 1841
- Hemileucinae Grote & Robinson, 1866
- Oxyteninae Jordan, 1924
- Salassinae Michener, 1949
- Saturniinae Boisduval, 1837

Sommige auteurs onderscheiden ook nog:
- Cercophaninae Jordan, 1924
- Ludiinae Aurivillius, 1904

## Geslachten
| - Actias - Adafroptilum - Adeloneivaia - Adelowalkeria - Adetomeris - Agapema - Aglia - Almeidaia - Almeidella - Ancistrota - Anisota - Antheraea - Antheraeopsis - Antherina - Antistathmoptera - Archaeoattacus - Argema - Arias - Arsenura - Athletes - Attacus - Aurivillius - Automerella - Automerina - Automeris - Automeropsis - Bathyphlebia - Bunaea - Bunaeopsis - Caio - Callodirphia - Callosamia - Calosaturnia - Carnegia - Catacantha - Catharisa - Ceranchia - Ceratesa - Cercophana - Cerodirphia - Ceropoda - Cicia - Cinabra - Cinommata | - Cirina - Citheronia - Citheronioides - Citheronula - Citioica - Coloradia - Copaxa - Copiopteryx - Coscinocera - Cricula - Dacunju - Decachorda - Dihirpa - Dirphiella - Dirphiopsis - Dryocampa - Dysdaemonia - Eacles - Eochroa - Eosia - Epiphora - Erythromeris - Eubergia - Eubergioides - Eudaemonia - Eudia - Eudyaria - Eupackardia - Gamelia - Gamelioides - Giacomellia - Gonimbrasia - Goodia - Graellsia - Grammopelta - Gynanisa - Heliconisa - Hemileuca - Heniocha - Hidripa - Hirpida - Hispaniodirphia - Holocerina - Homoeopteryx | - Hyalophora - Hylesia - Hylesiopsis - Hyperchiria - Hyperchirioides - Hypermerina - Imbrasia - Ithomisa - Jaiba - Janiodes - Kentroleuca - Lemaireia - Leucanella - Leucopteryx - Lobobunaea - Loepa - Loepantheraea - Lonomia - Loxolomia - Ludia - Maltagorea - Megaceresa - Melanocera - Meroleuca - Meroleucoides - Micragone - Microdulia - Mielkesia - Molippa - Neocercophana - Neodiphthera - Neorcarnegia - Nudaurelia - Oiticella - Opodiphthera - Ormiscodes - Orthogonioptilum - Othorene - Oxytenis - Paradaemonia - Paradirphia - Pararhodia - Parusta - Periga | - Periphoba - Perisomena - Polythysana - Procitheronia - Prohylesia - Protogynanisa - Pselaphelia - Pseudantheraea - Pseudaphelia - Pseudautomeris - Pseudimbrasia - Pseudobunaea - Pseudodirphia - Pseudoludia - Psigida - Psilopygida - Psilopygoides - Ptiloscola - Rachesa - Rhescyntis - Rhodinia - Rhodirphia - Rinaca - Rohaniella - Rothschildia - Salassa - Samia - Saturnia - Schausiella - Scolesa - Sinobirma - Solus - Syntherata - Syssphinx - Tagoropsis - Therinia - Titaea - Travassosula - Ubaena - Urota - Usta - Vegetia - Xanthodirphia |

Voor een complete lijst, zie de lijst van nachtpauwogen.

## Afbeeldingen

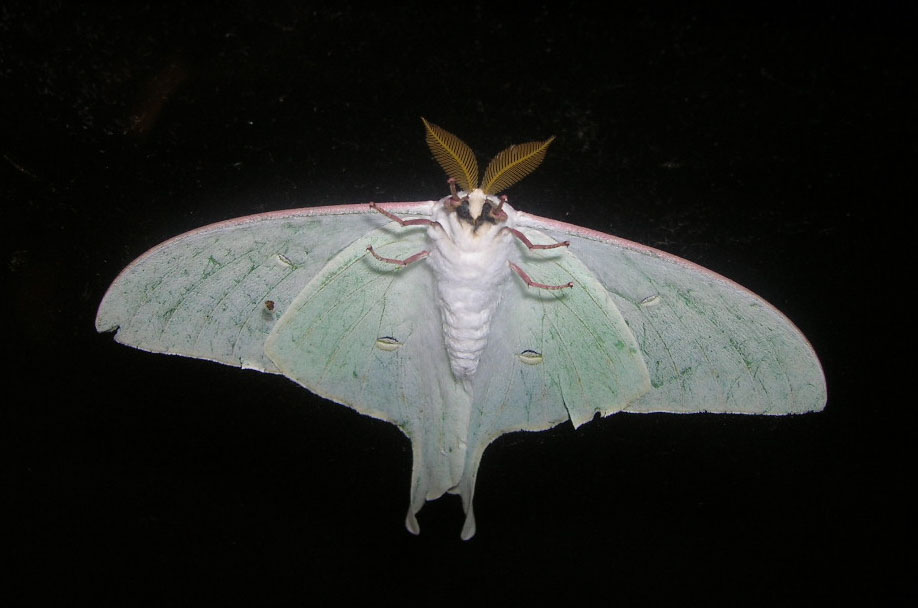
Actias artemis
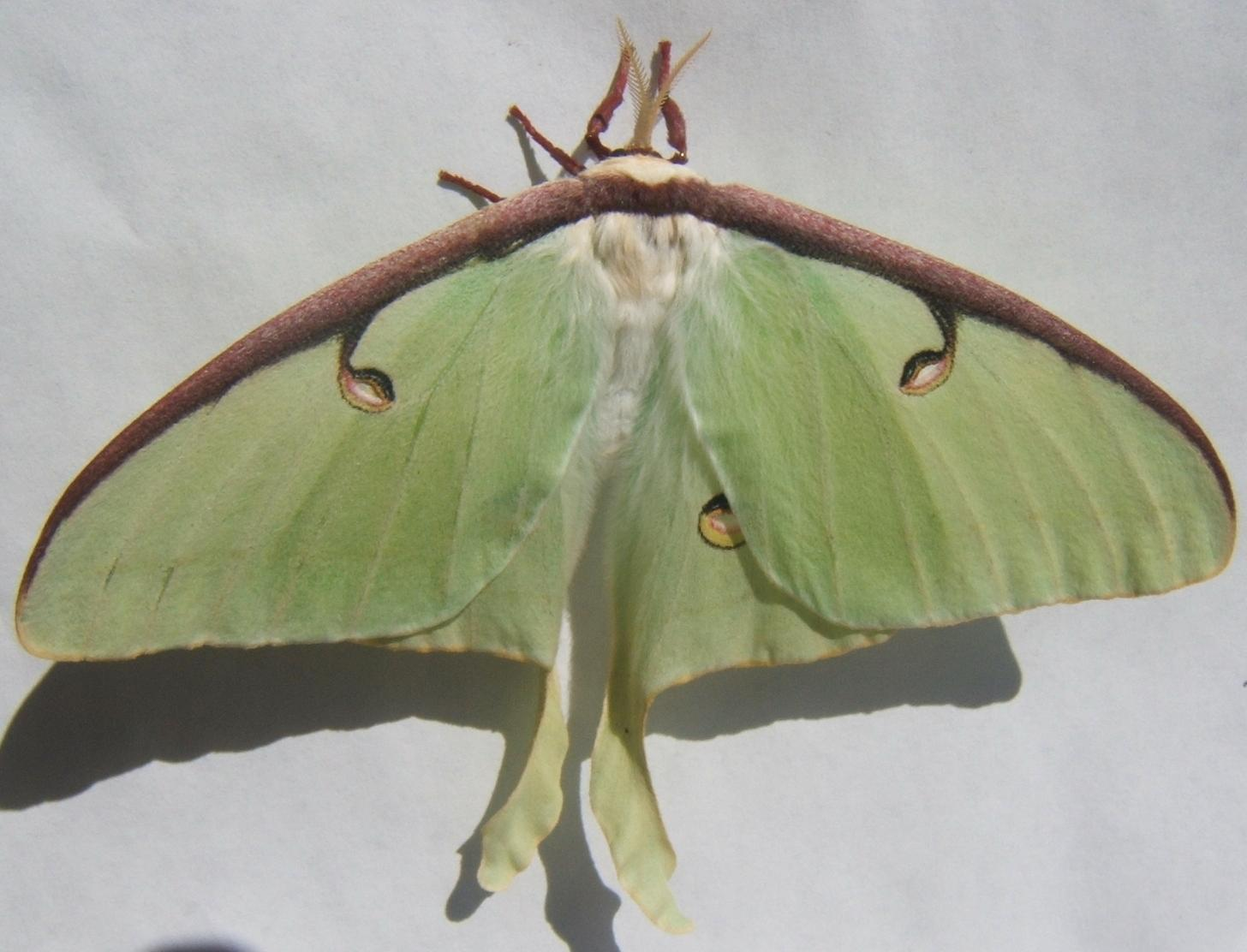
Actias luna
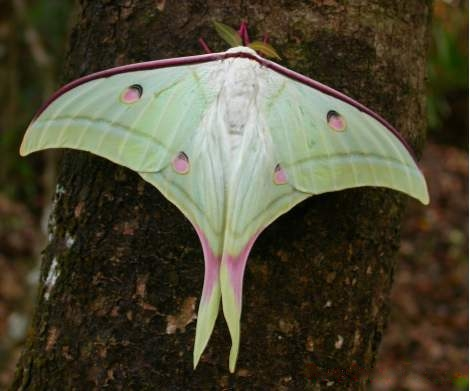
Actias selene
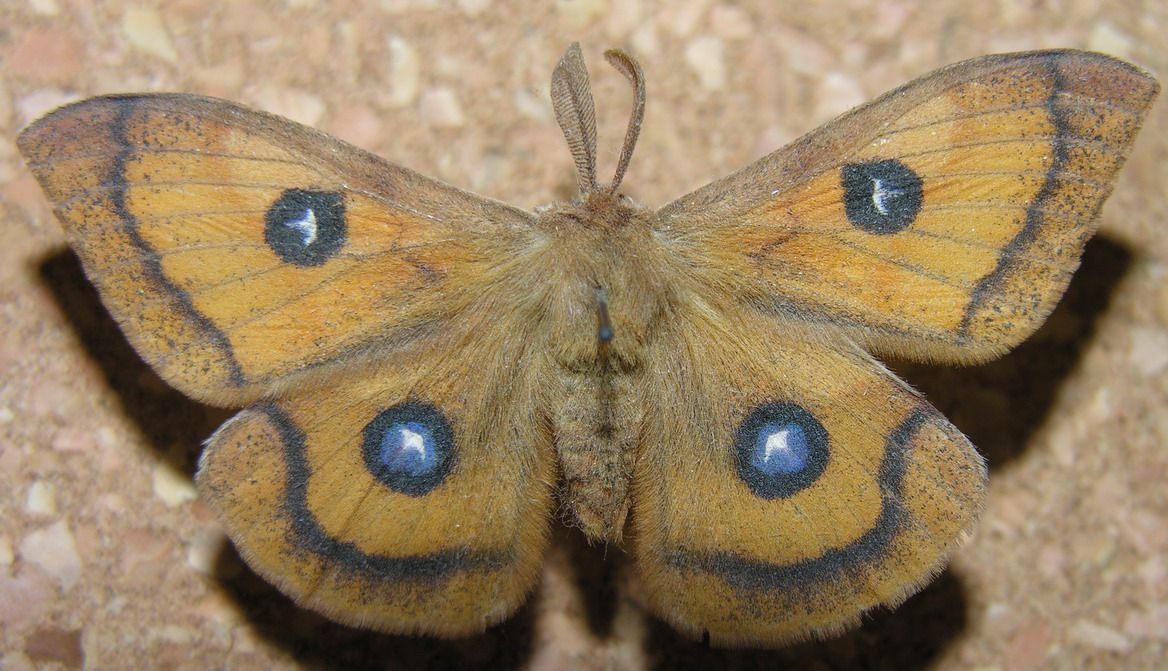
Aglia tau Tauvlinder
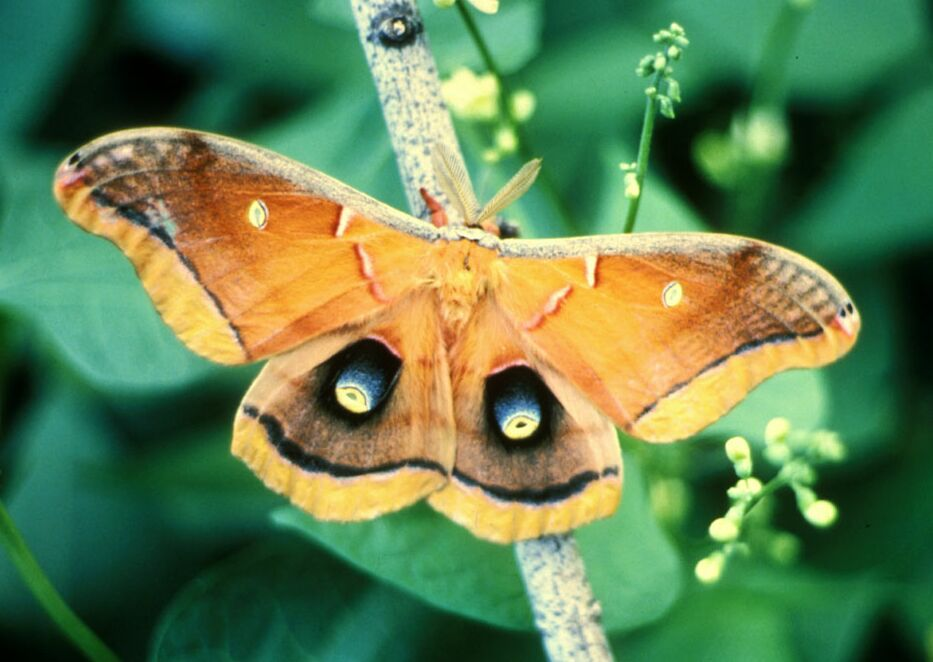
Antheraea polyphemus
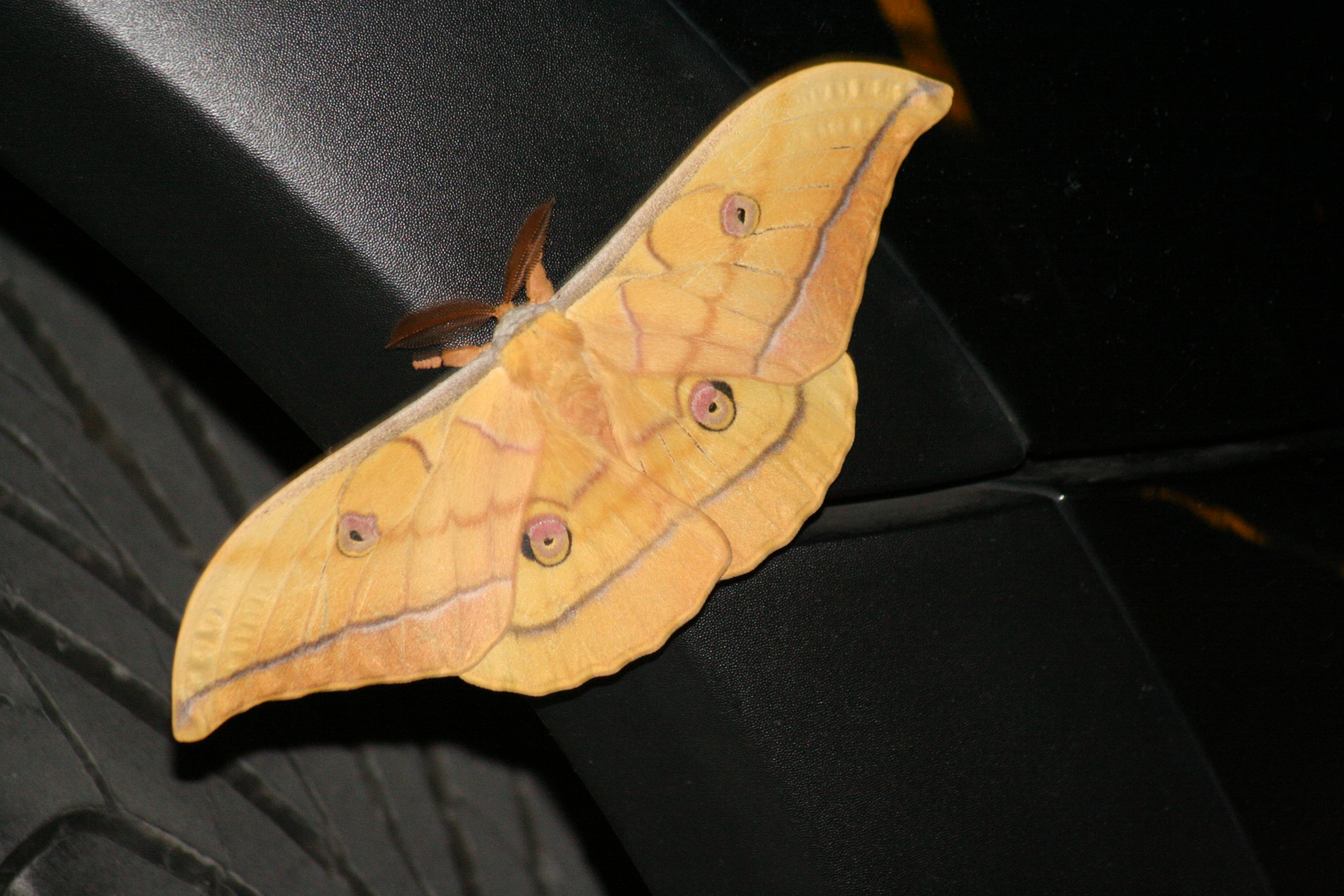
Antheraea yamamai
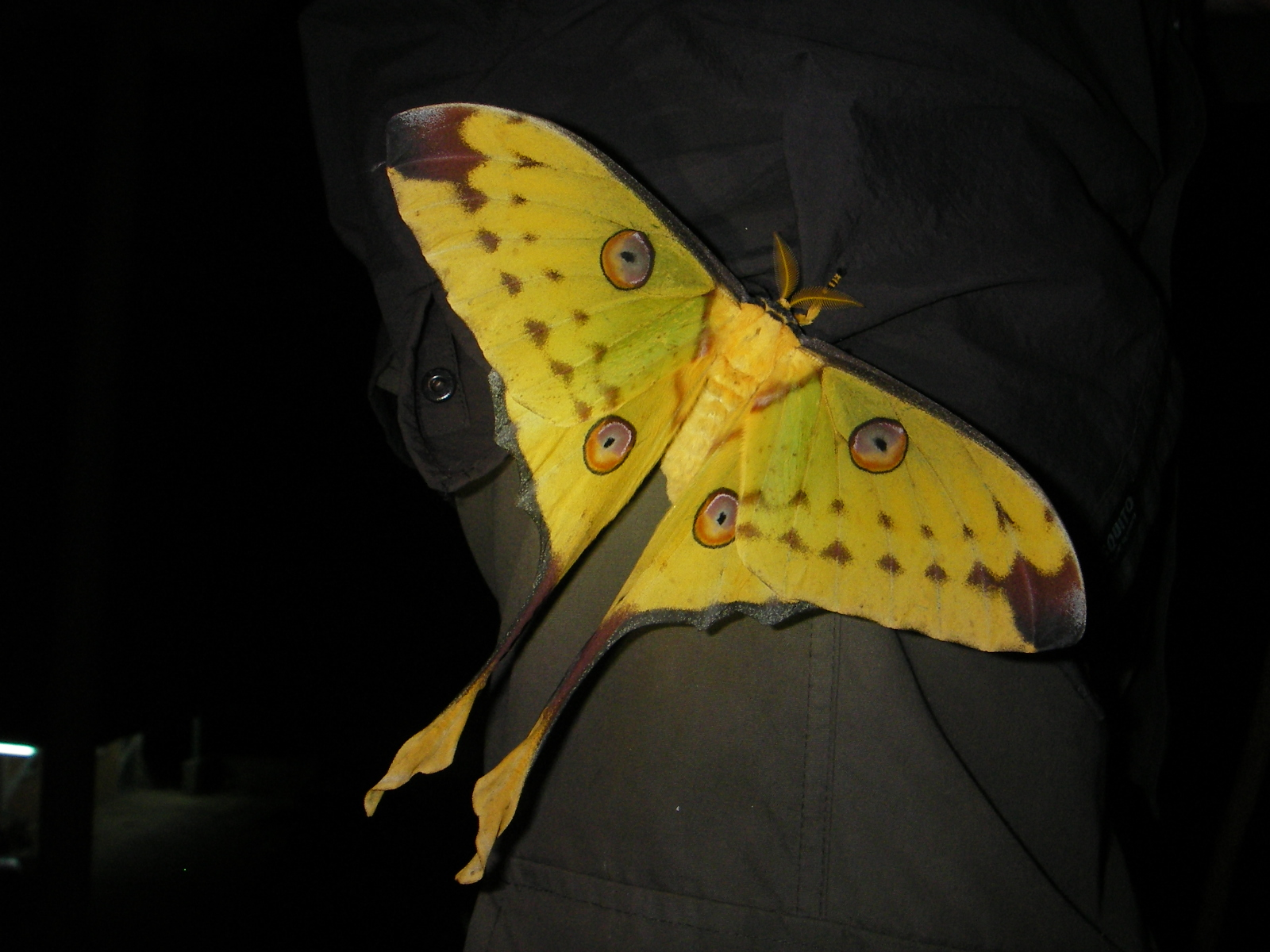
Argema mittrei Komeetstaartvlinder
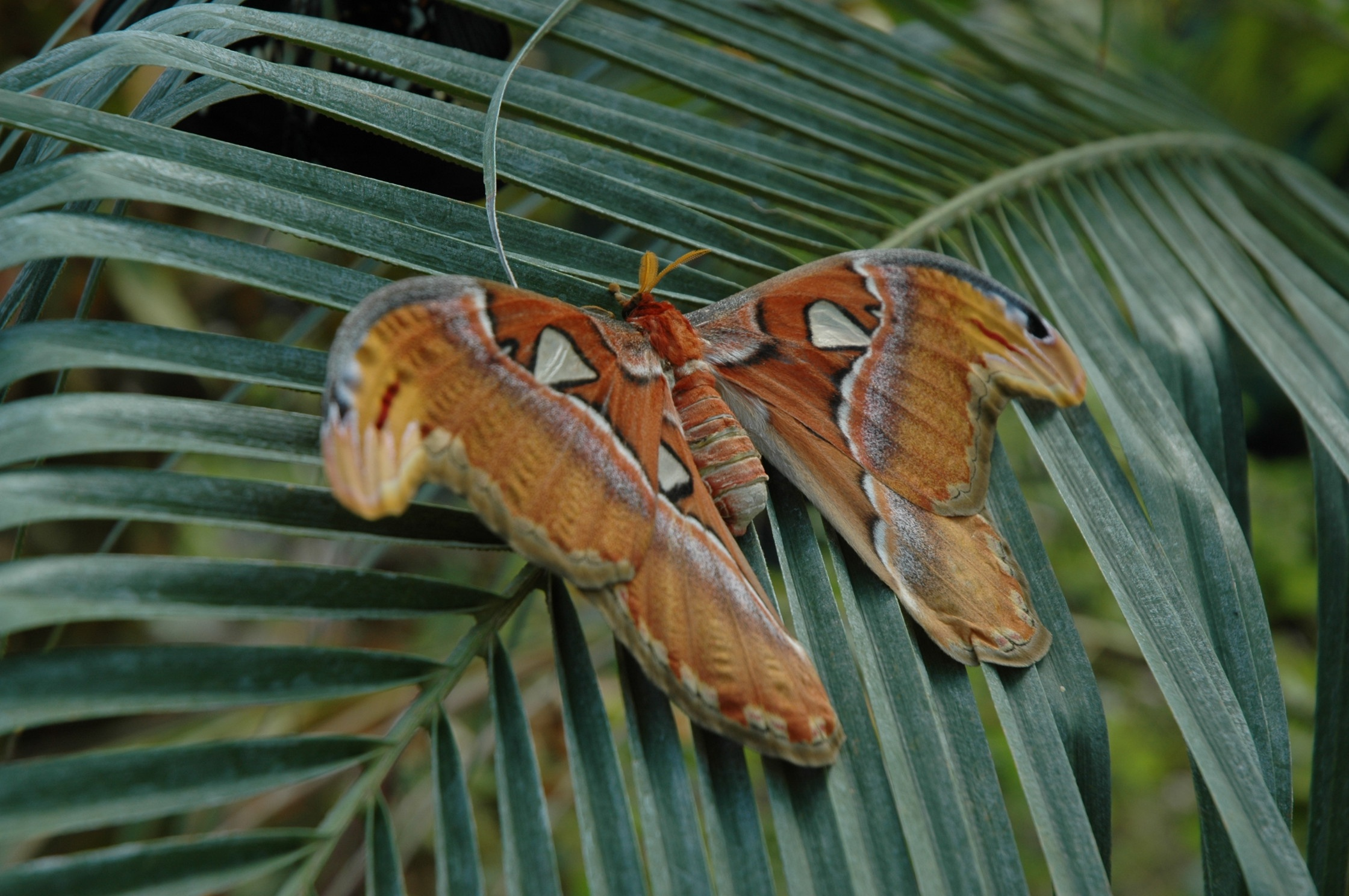
Attacus atlas Atlasvlinder
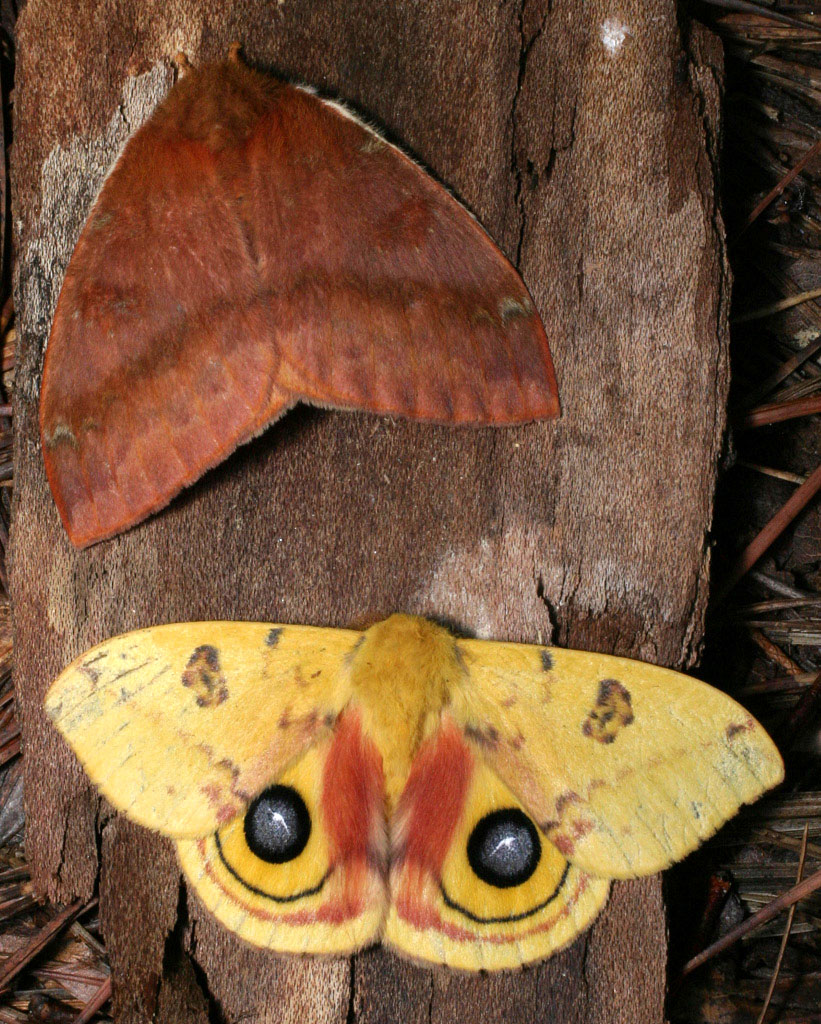
Automeris io
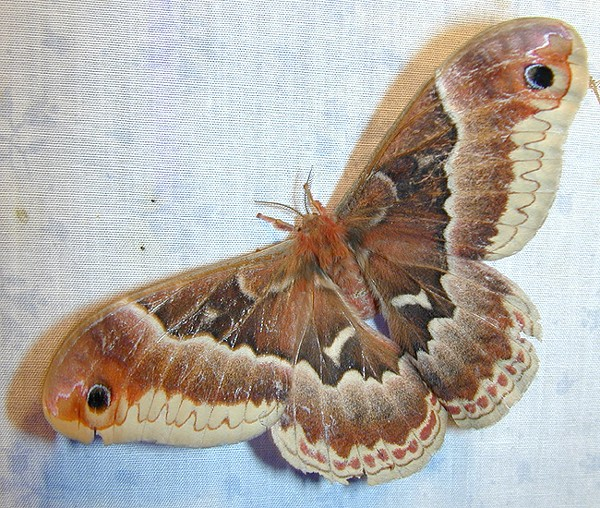
Callosamia promethea
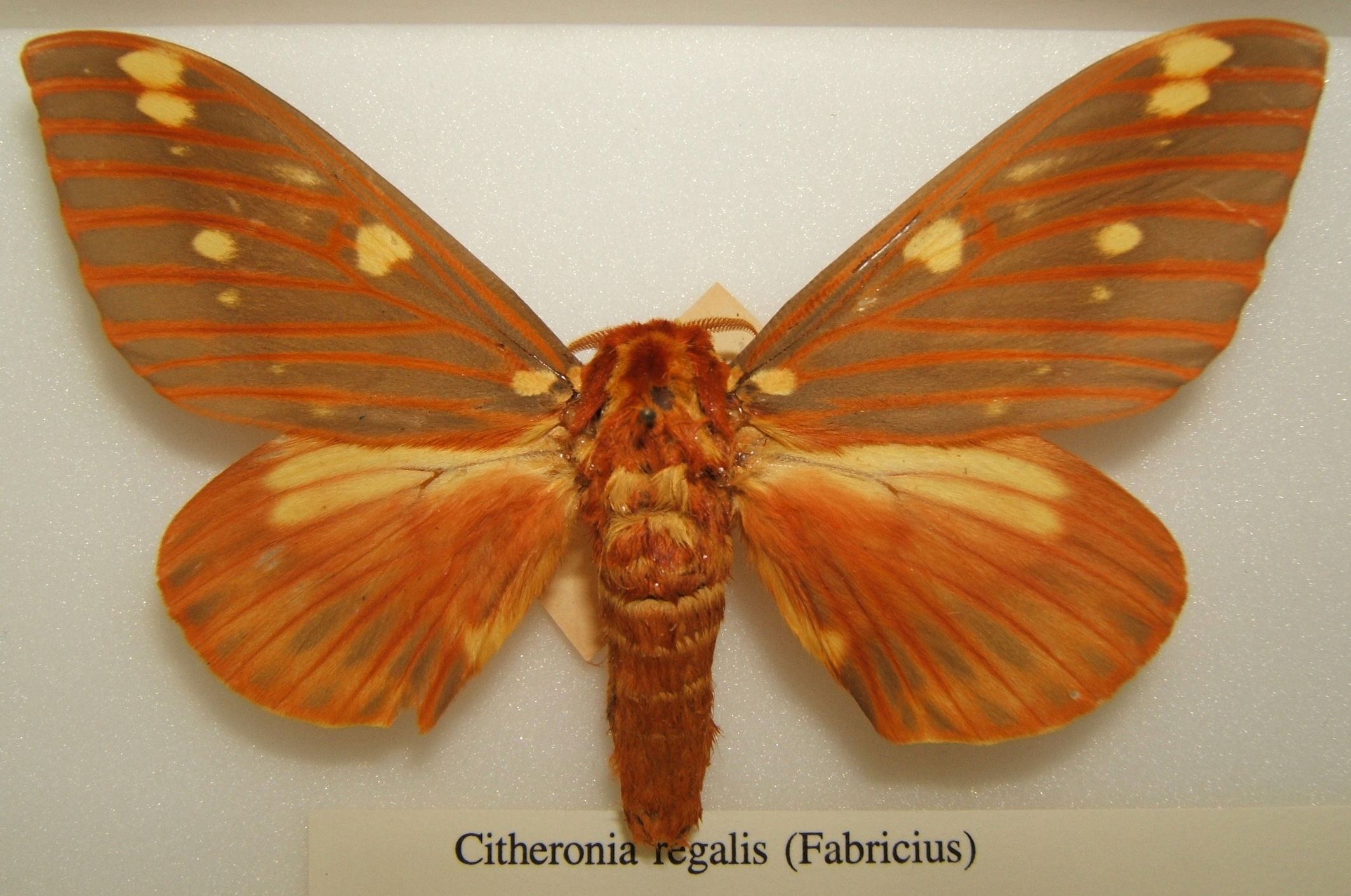
Citheronia regalis Gehoornde Hickoryduivel
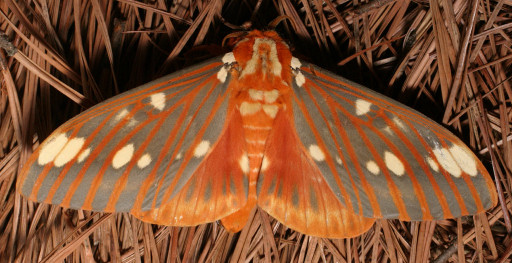
Citheronia regalis
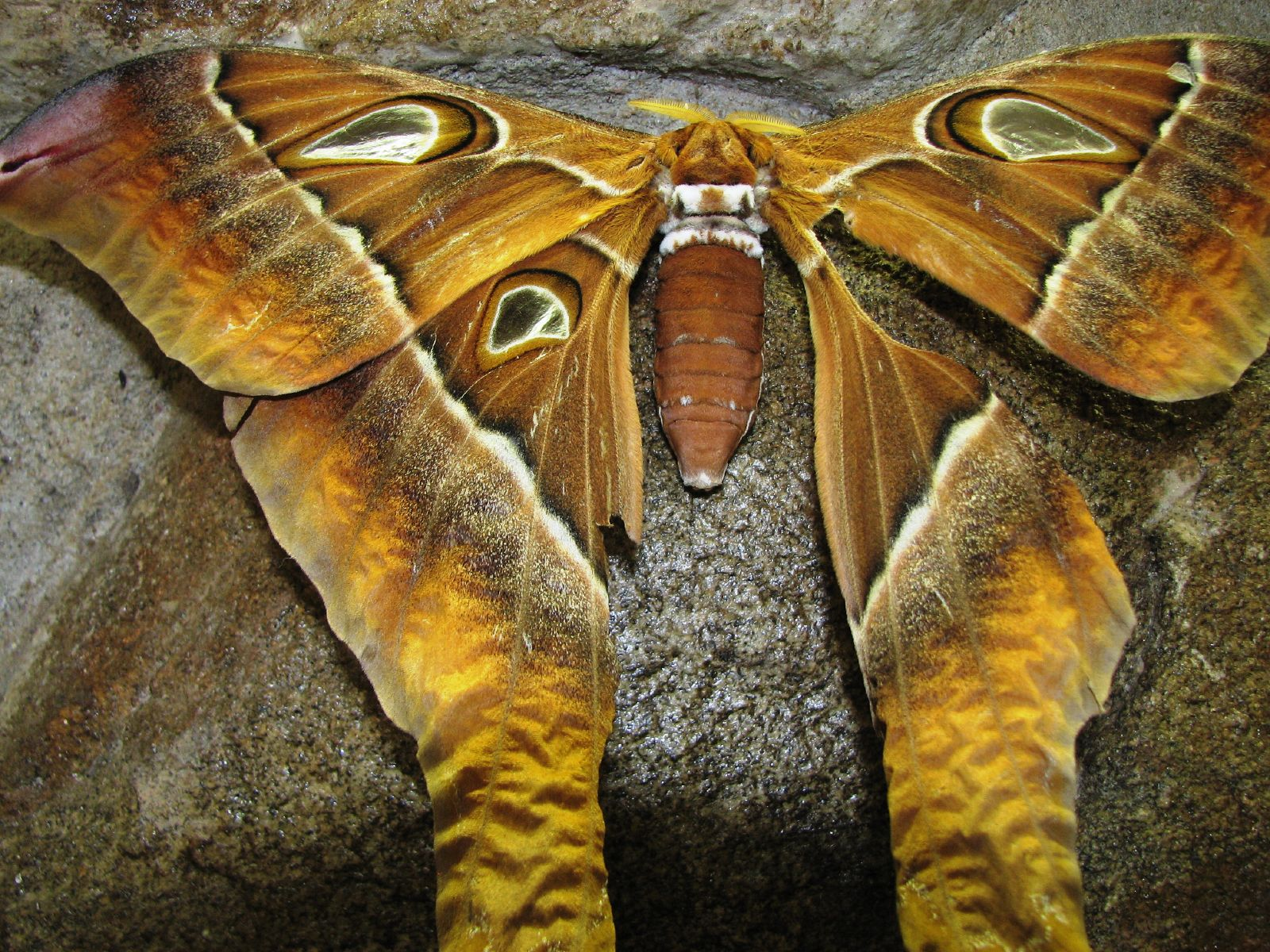
Coscinocera hercules Herculesvlinder
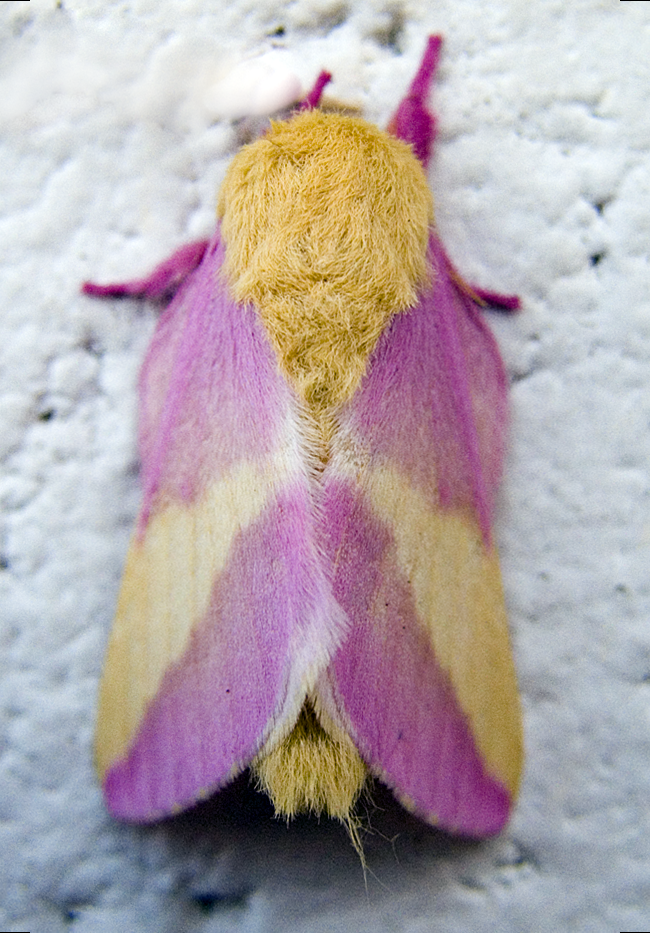
Dryocampa rubicunda
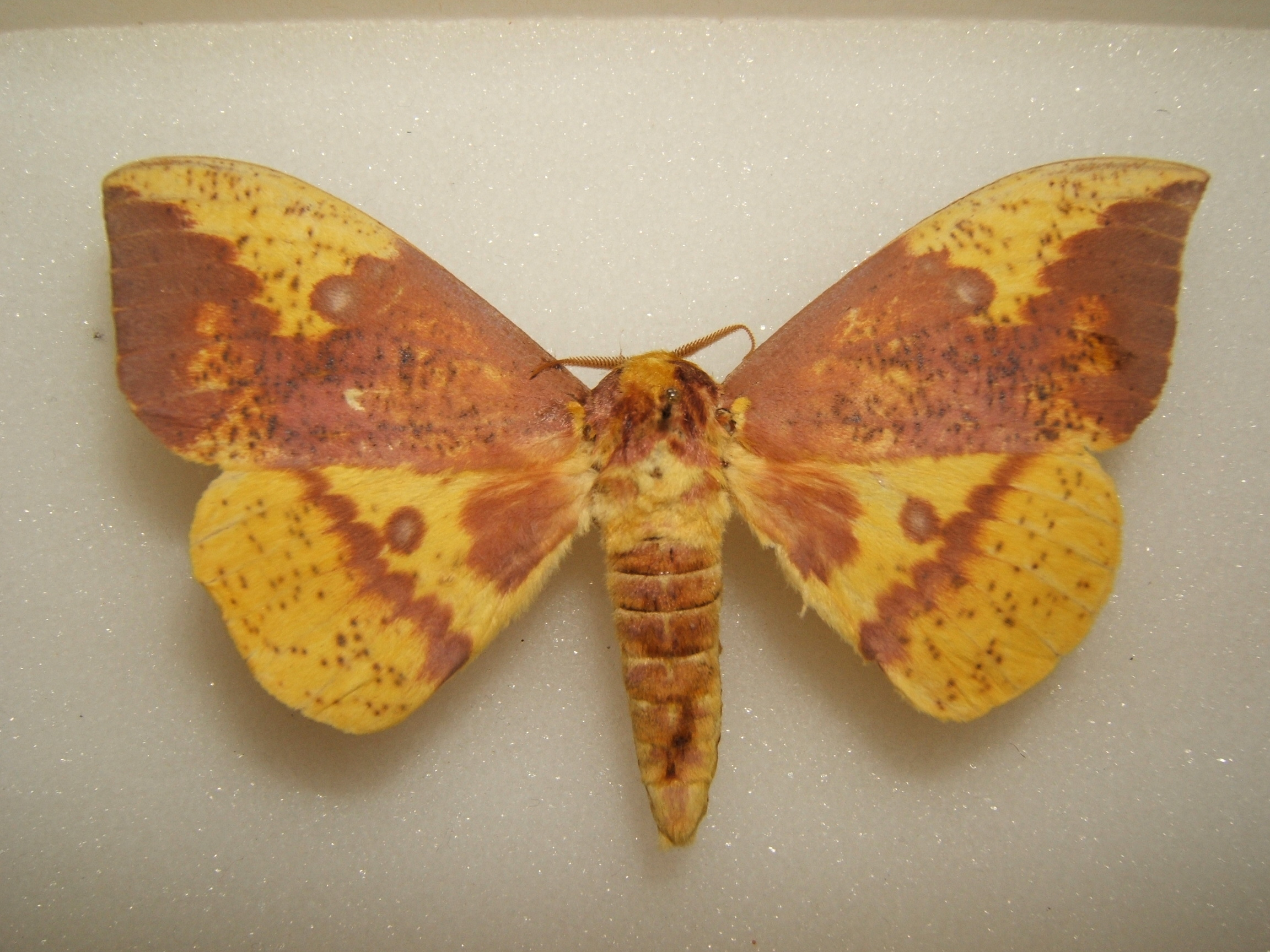
Eacles imperialis
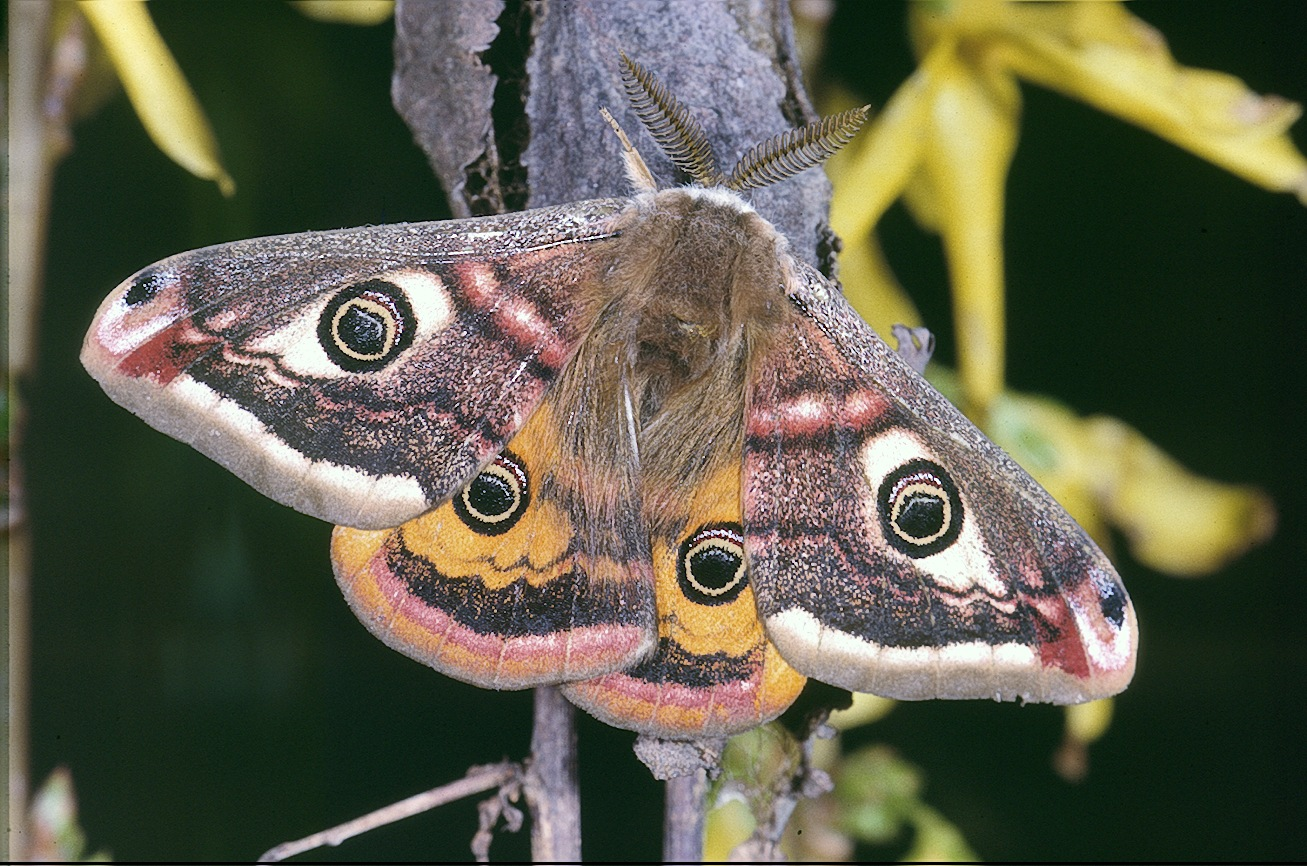
Eudia pavonia Nachtpauwoog
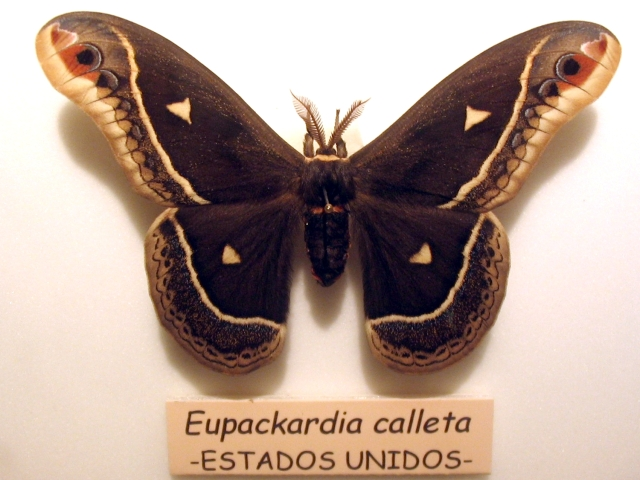
Eupackardia calleta
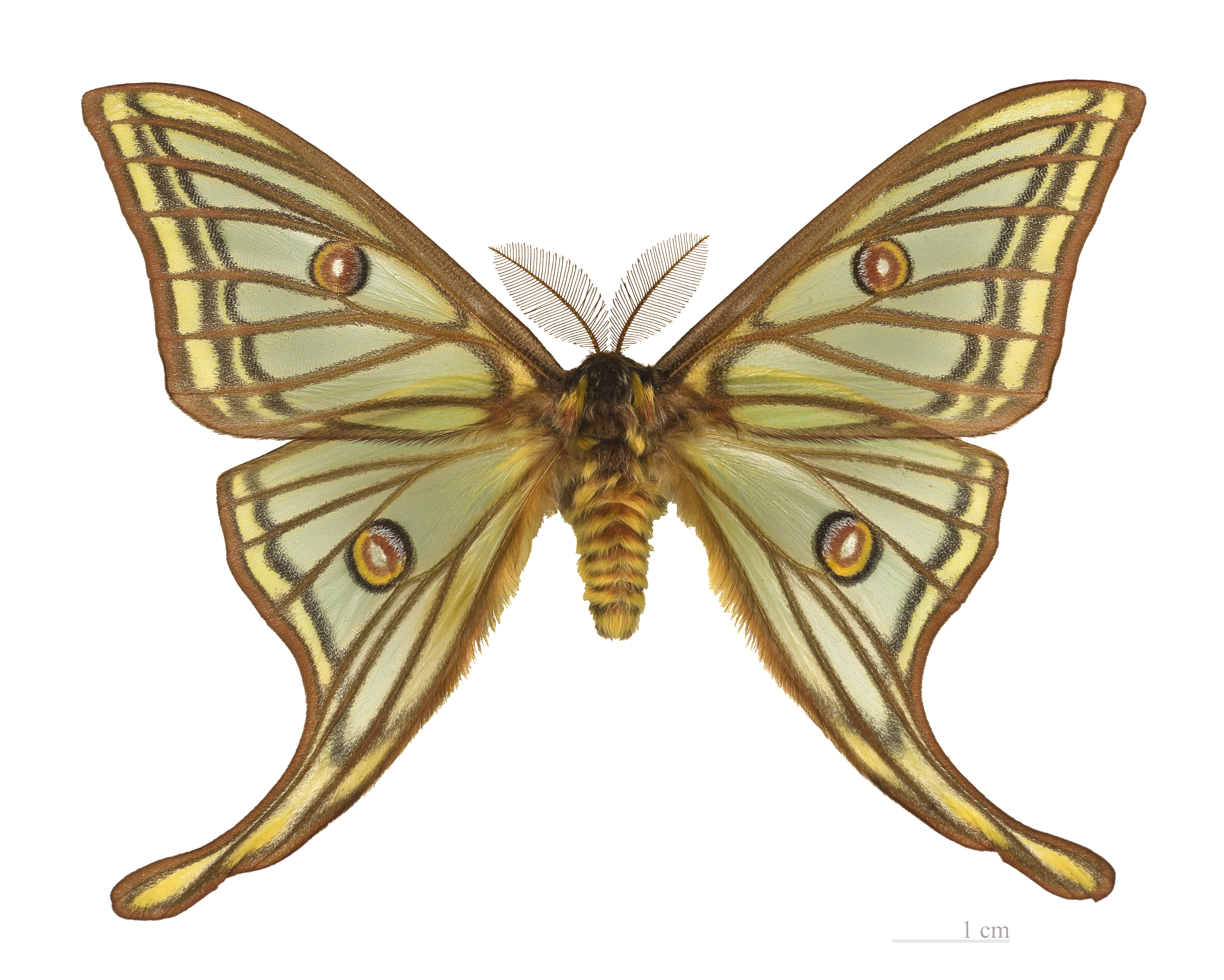
Graellsia isabellae
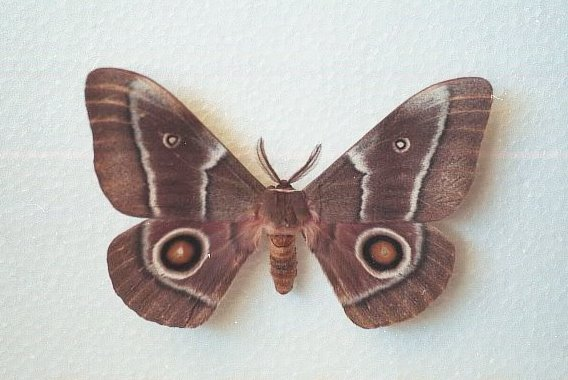
Gonimbrasia belina
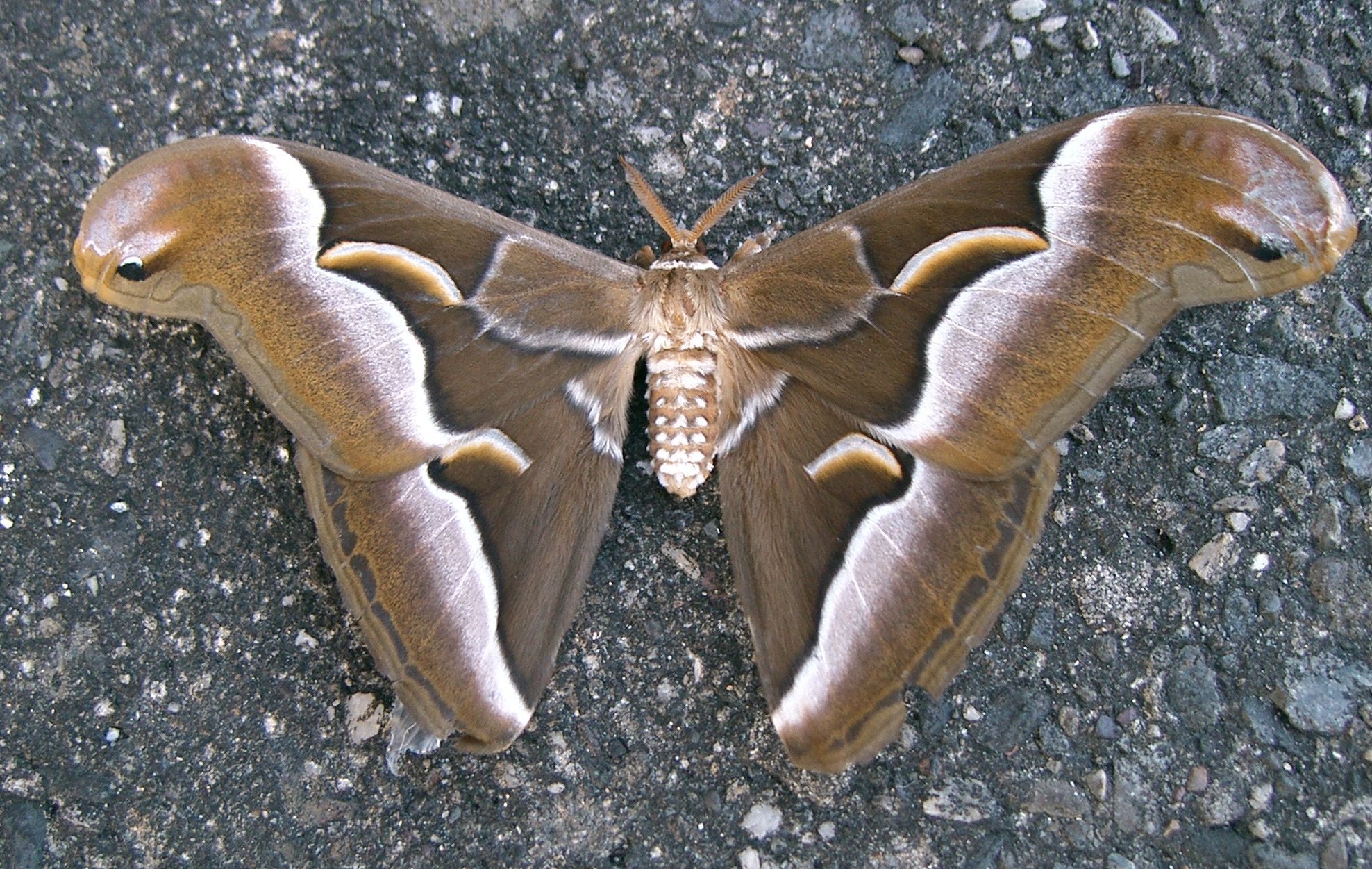
Samia cynthia Hemelboomvlinder
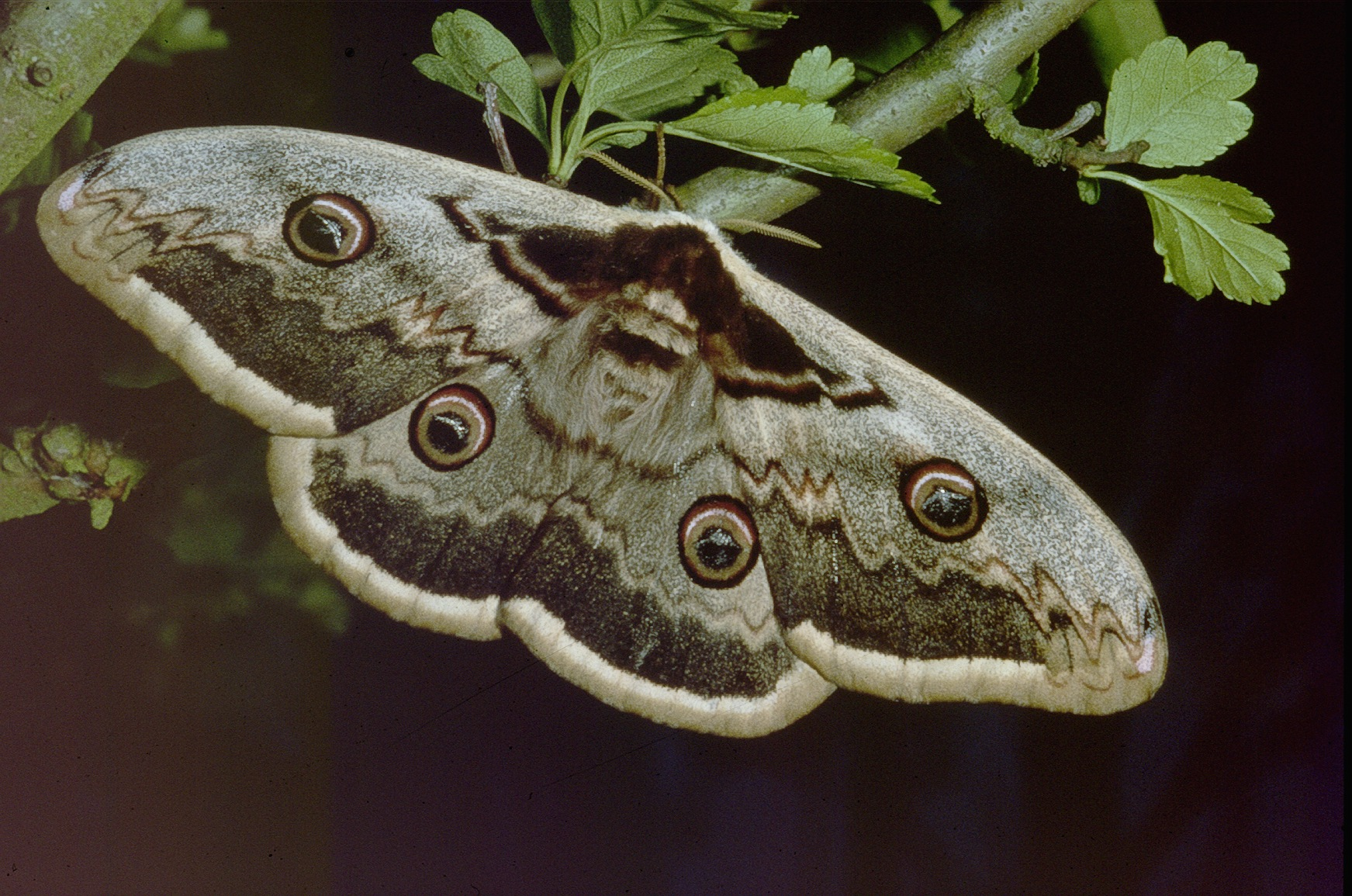
Saturnia pyri Grote nachtpauwoog
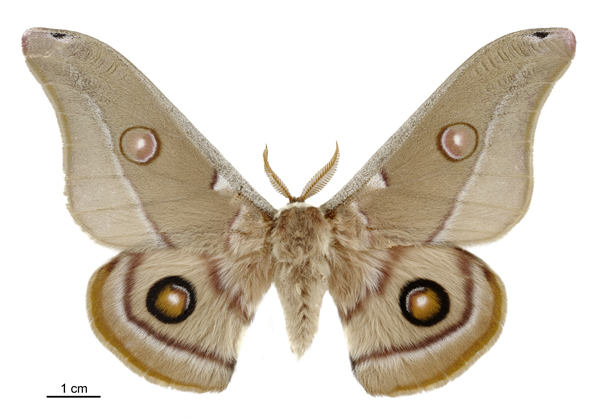
Opodiphthera eucalypti
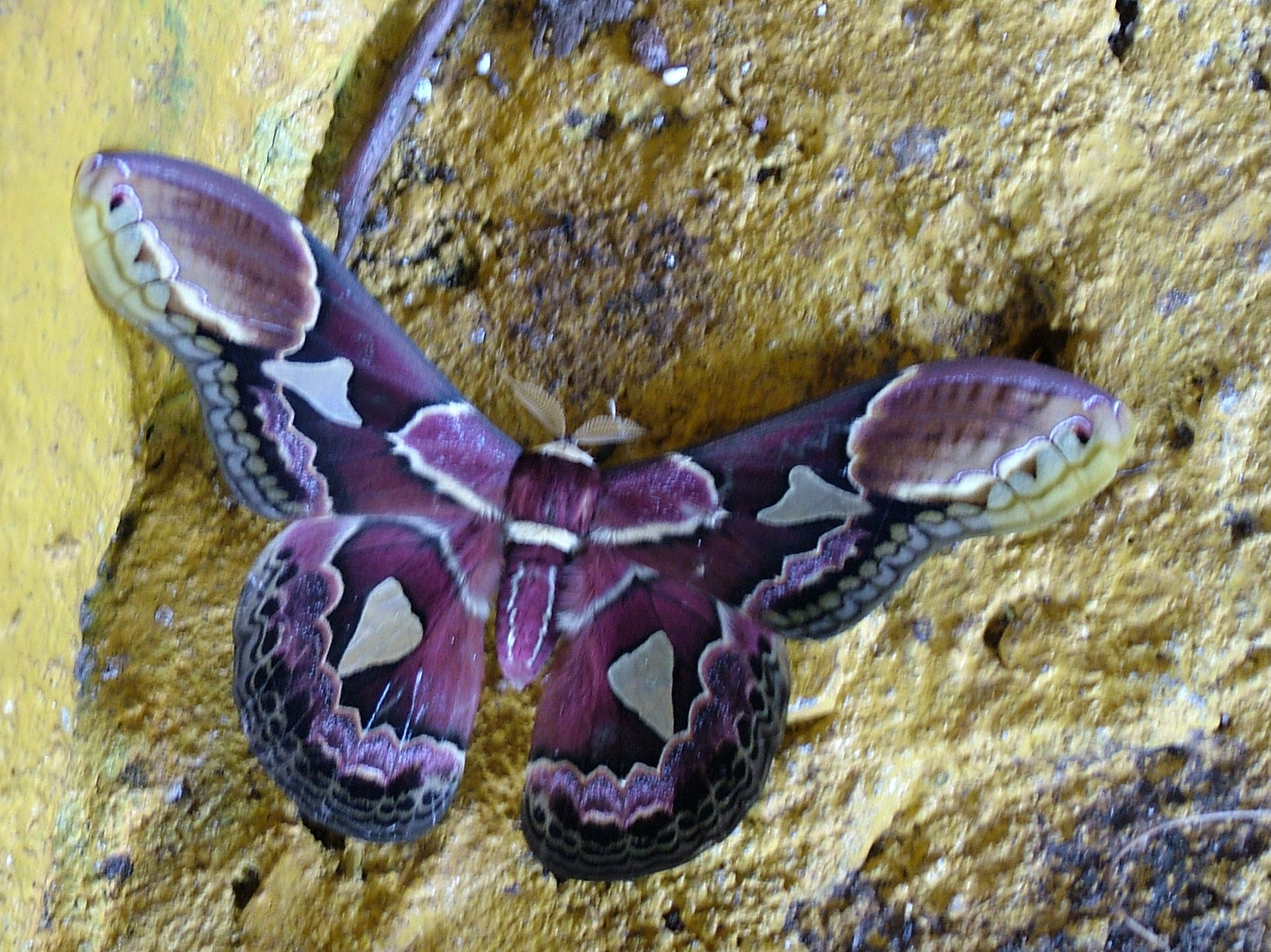
Rothschildia erycina
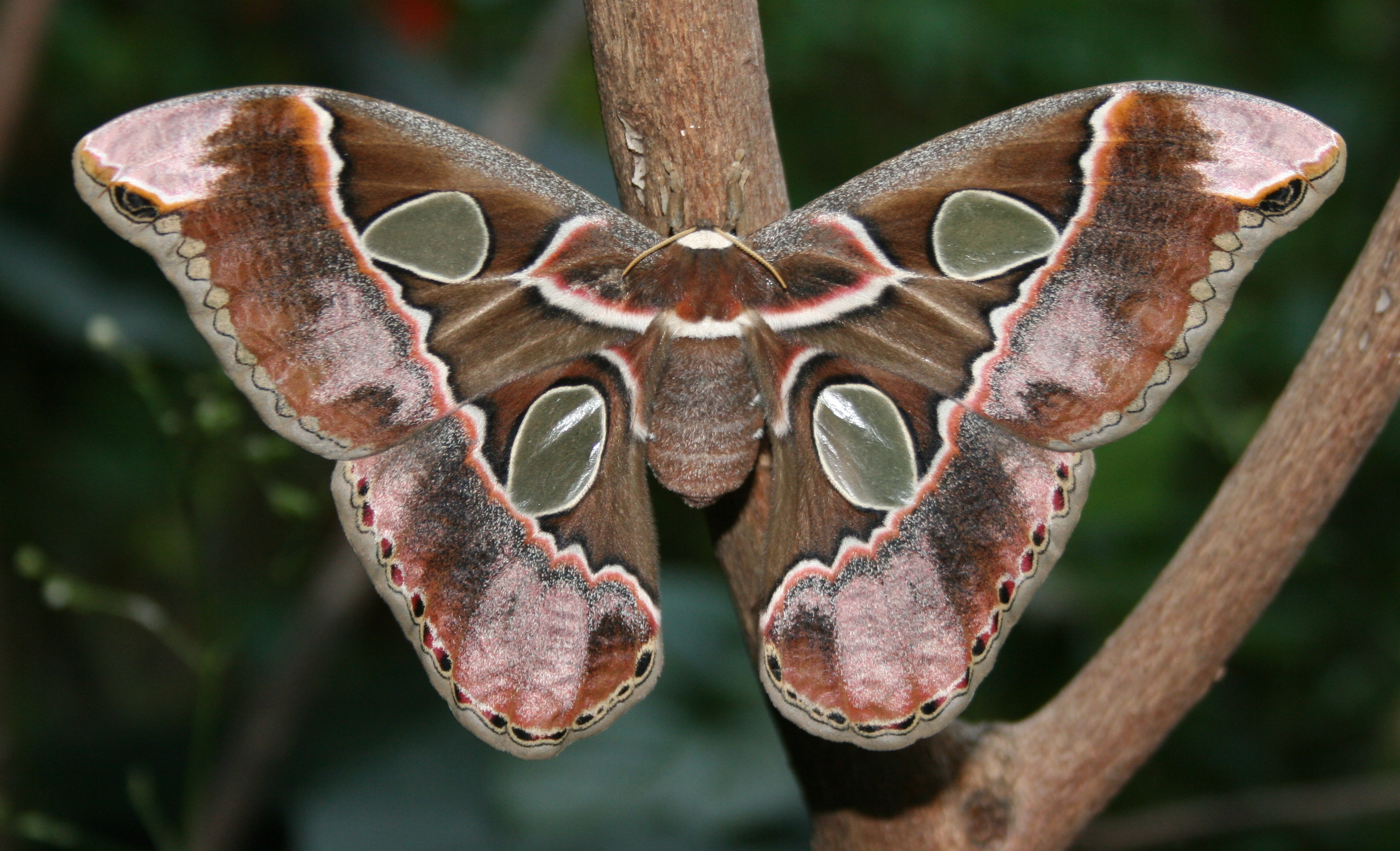
Rothschildia cincta